# Maestri (cognome)
Maestri è un cognome di lingua italiana.

## Varianti
De Magistri, De Magistris, Lo Masto, Lo Mastro, Maestrelli, Maestrello, Maestrini, Maestro, Magistrati, Magistrelli, Magistretti, Magistri, Magistrini, Magistris, Maisto, Maistrelli, Maistrello, Maistri, Maistro, Mascia, Masci, Mascio, Mastiani, Masto, Mastrandrea, Mastrangelo, Mastrantoni, Mastrantonio, Mastrantuono, Mastrarosa, Mastrelli, Mastri, Mastriani, Mastrilli, Mastrillo, Mastro, Mastrocinque, Mastrocola, Mastrogiacomo, Mastrogiovanni, Mastrogiudice, Mastroiaco, Mastroiani, Mastroianni, Mastrolilli, Mastrolillo, Mastronardi, Mastronicola, Mastropaolo, Mastropasqua, Mastropierro, Mastropietro, Mastropinto, Mastrorosa, Mastroviti, Mastrovito, Mastruzzo.

## Origine e diffusione
Cognome tipicamente panitaliano, è presente prevalentemente in Toscana, Emilia-Romagna e Liguria.
Potrebbe derivare dal lavoro del capostipite, un insegnante (dal latino magister) o un magistrato (presentando quindi affinità al cognome Giudici) o ancora un artigiano (in napoletano masto o maistro, con termini simili utilizzati in tutto il Sud Italia).
La variante Magistri è centro-settentrionale; Mascia è meridionale e soprattutto salentino; Mastro è meridionale; Masto e Mastrillo sono campani; Mascio è pugliese e campano; Lo Masto e Lo Mastro sono siciliani.

## Persone
- Cesare Maestri (1929-2021) – alpinista, scrittore e partigiano italiano
- Fabio Maestri (1956), pianista, direttore d'orchestra e compositore italiano
- Ferdinando Maestri (1786-1860) – avvocato, accademico e patriota italiano